# Gabinius Vettius Probianus
Gabinius Vettius Probianus (fl. 377) était un homme politique de l'Empire romain.

## Biographie
Fils de Gabinius Barbarus Pompeianus et de sa femme Vettia.
Il fut préfet de la Ville de Rome en 377 et quitta son poste avant mars 378. Durant sa préfecture, il transféra des statues sur le Forum romain et en restaura plusieurs d'entre elles. 
Il fut le père d'une Probiana, femme de Rufius Valerius Messalla, et de Gabinius Barbarus Pompeianus.